# Viggo Malmqvist
Viggo Anders Frederik Malmquist (5. januar 1892 i København - 18. juli 1913 i København) var en dansk elektriker og fodboldspiller. Han var udtaget til den danske trup som vandt sølvmedalje ved OL 1912. Han var med i Stockholm, men blev ikke benyttet og da han ikke kom på banen og spillede, modtog han efter datidens regler ikke nogen sølvmedalje. Han opnåede aldrig senere at komme på landsholdet.
Viggo Malmquist kom på 1. holdet i B.93 som 18-årig i 1910 og var samme år med til at vinde KBU’s første pokalturnering. Han spillede 28 kampe og scorede fem mål som venstre innerwing og senere halfback. Han spillede for klubben til sin død i 1913, kun 21 år gammel.
Han er begravet på Garnisons Kirkegård, men gravsted er siden blev nedlagt.